# Гранд-Кру
Гранд-Геде (англ. Grand Kru County) — одне з графств Ліберії. Адміністративний центр — місто Барклайвілл.

## Історія
Гранд-Кру було створене в 1984/1985 роках в результаті злиття країв Сасстаун і Кру-Кост. Край Кру-Кост раніше був частиною графства Меріленд, а Сасстаун — графства Сіное. Згідно з переписом 1984 року населення графства було 62 791 тис. чоловік. Місія ООН у Ліберії відзвітувала, що за оцінками, станом на квітень 2005 року, населення становило 71 000 тис. чоловік.

## Географія
Розташоване в південно-східній частині країни. Межує з графствами: Меріленд (на сході), Рівер-Гі (на півночі) і Сіное (на північному заході); на півдні і південному заході омивається водами Атлантичного океану. Площа становить 3 894 км².

## Населення
Населення за даними перепису 2008 року — 57 106 осіб. Щільність населення — 14,67 чол./км². Значна частина населення розмовляє на діалектах Кру.
Динаміка чисельності населення графства по роках:
| 1984   | 2008   | 2013   |
| ------ | ------ | ------ |
| 62 791 | 57 106 | 55 174 |

## Адміністративний поділ
Графство ділиться на 4 дистрикти:
- Сасстаун (англ. Sasstown)
- Буа (англ. Buah)
- Верхній Кру-Кост (англ. Upper Kru Coast)
- Нижній Кру-Кост (англ. Lower Kru Coast)